# ماغ ناوول
ماغ ناوول (به لاتین: Magh Nawul) یک منطقهٔ مسکونی در افغانستان است که در ولسوالی کران و منجان واقع شده‌است.